# Los Chicanos
Los Chicanos de Ray García son una agrupación musical mexicana surgida a finales de los años 60 en la Ciudad de México. Su estilo es la música grupera, aunque en sus inicios realizaban versiones al español de rock and roll.

## Historia
Presentan su primer disco ya con este nombre en 1970 titulado "Puente de Piedra". Inician grabando interesantes versiones al español del rock and roll con el nombre de Los Correcaminos hacia 1968, grabando en Discos Musart algunos temas como "Hola y adiós" de Los Beatles y "Lady Madonna", además de una versión al español de "La casa del sol naciente", esto bajo la producción de Miguel Ángel Medina (exintegrante de Los Jokers). Todavía en el álbum "Puente de piedra", aparecido en 1970 (el cual llegó a reeditarse íntegro en CD en el año 2003, en sello BMG), firmados en RCA Víctor, incluyen temas en este estilo como son "Vueltas y vueltas", "Algo arde", "Es una mujer" y "A través del cristal".

## Éxitos
- "Puente de piedra" (1970)
- "Historia de mi vida" (1970)
- "Vecina" (1972)
- "Frío de ausencia"
- "Para siempre"
- "Amor perdido"
- "Canción a mi madre" (2004)
- "Ella" (1976)
- "Perdón"
- "¡Ay!" de Luis Javier Saldaña Meza, grabada también por Los Tukas.
- De acuerdo a algunas fuentes otro éxito del grupo fue "Quizás, quizás, quizás"
- No pidas más perdón (1972)
- Esta noche corazón (1971)
- Estoy perdido (1974)
- El tiempo que te quede libre (1974)
- Da lo mismo (1974)
- Chacha linda (1975)
- La chicanita (1975)
- Una estrellita brilló (1972)
- Si pudieras amarme (1972)
- Ruega por nosotros (1972)
- Por dos caminos (1977)
- La que se fue (1977)
- Luz de luna (1977)
- Nochecita (1977)
- Tengo un amorcito (1977)
- Todo es maravilloso (1977)

## Discografía
Graban varios LP para RCA Víctor en los 70, y 1 LP para Orféon (donde se incluye el tema "Frío de ausencia") logrando gran éxito.

## Actualidad
El grupo musical Los Chicanos de Ray García se forma en la Ciudad de México en noviembre del año 1969 por 4 elementos que provenían de diferentes grupos musicales y que su base fundamental fue el grupo musical Los Correcaminos que ya habían grabado es Discos Musart, y que al no encontrar una fuente de trabajo en la Ciudad de México, se lanzaron a la aventura en la ciudad de Córdoba, Veracruz, México, en donde Ray García, les consiguió trabajo en un cabaret de mala reputación llamado Quinta Amparo, lugar que a Javier Saldaña no le gustó, dándose a la tarea de encontrar un mejor lugar en el que pudieran acudir familias, procurándose un ambiente más sano, y Javier y Rey Arturo tuvieron la suerte de encontrar una cafetería llamada Los Pájaros, cuyo dueño era Don Salvador Aguilar, en donde solicitaban un grupo que acompañara variedad, ya que ahí se presentaban artistas de renombre y en ese momento el grupo tenía la experiencia de haber acompañado a varios artistas, por lo que fueron contratados de inmediato con un sueldo, comidas, y hospedaje en el mejor hotel de la ciudad (Hotel Mansur); ahí acompañaron a los mejores artistas de la época como Marco Antonio Muñiz, Gloria Lazo, Jhony Laboriel, Manolo Muñoz, etc… pero no se conformaban, porque tenían la inquietud de hacer algo más allá que solo acompañar artistas y  decidieron buscar una casa disquera que los escuchara y grabara, para lograr un éxito, ya que en sus grabaciones anteriores en Discos Musart no pasó absolutamente nada.
Entonces, se avocaron conseguir audiciones  para ser escuchados en distintas casas disqueras como CBS, Peerles, Capitol, la misma Musart, Discos Cisne, compañías de las que fueron rechazados, pues los directores artísticos argumentaban que aún no estaban maduros para grabar o que de plano no tenían ningún atractivo comercial.
Solo hubo una marca en la que ni habían pensado acudir, pues para ellos era inalcanzable. Esta era la RCA Víctor, y curiosamente ni prueba les hizo, se entrevistaron directamente con el Sr. Enrique Okamura exitoso director artístico que ya tenía en el candelero a Estela Nuñez, Roberto Jordán y poco después a Juan Gabriel, y los mandó a ensayar para un mes después empezar a grabar.
El Sr Okamura, sí notó que traían la inquietud de grabar una fusión que ya venían desarrollando en el Café de Los Pájaros, y que a la gente que allí acudía le gustaba mucho eran los boleros de los tríos pero en grupo, lo que los hacía sonar con un estilo diferente y de vanguardia en esa época de los años 1970, y a partir de ese primer disco empezaron los éxitos internacionales como: Puente de Piedra, Para siempre, No pidas más perdón, Ay, La Pastora, Ella, Amarga Navidad, Vecina, Frío de ausencia, etc…. éxitos que se quedaron en la Historia de la Música Mexicana, y que aún permanecen en el gusto popular como parte de la historia de esta agrupación musical de los años 70.
Miembros fundadores: 
Luis Javier Saldaña Meza guitarrista, 2.ª voz y director 
Rey Arturo Rodríguez baterista y coros
Ismael Rosas Castro bajista y coros
Rodolfo Jiménez García (Ray García), vocalista (dejó de pertenecer al grupo en 1995).
| Elementos anteriores                          | Elementos actuales                                      |
| --------------------------------------------- | ------------------------------------------------------- |
| Raulito Linares Witrago tecladista            | Luis Javier Saldaña Meza guitarrista, 2.ª voz, director |
| Hugo Robles trompetista                       | Rey Arturo Rodríguez Colmenares batería y coros         |
| Francisco Patiño saxofonista                  | Ismael Rosas Castro bajista y coros                     |
| Eduardo Rodríguez tecladista                  | Jaime Enrique García Motesinos vocalista (desde 1995)   |
| Jorge Ortega González tecladista              | Agustín Garrido tecladista                              |
| Roberto Santos tecladista                     | Enrique Segura baterista                                |
| Roberto Vallejo bajista                       |                                                         |
| Leo Ramírez bajista                           |                                                         |
| Pepe Gutiérrez bajista                        |                                                         |
| Alejandro Medina vocalista                    |                                                         |
| Martín Sánchez vocalista                      |                                                         |
| Ian Rezéndiz percusionista                    |                                                         |
| Luis Javier Saldaña Jr. guitarrista           |                                                         |
| Elmo Rodríguez Colmenares percusión y batería |                                                         |
| Enrique Camacho tecladista                    |                                                         |
| Óscar Camacho tecladista                      |                                                         |
| Jorge Olivares baterista                      |                                                         |

A cuarenta y ocho años de trayectoria artística, Los Chicanos de Ray García han sido reconocidos por todos los medios del espectáculo con premios como Discos de Oro, y de Platino por altas ventas, 3 Heraldos, 4 micrófonos de oro, varios reconocimientos de la Ampryt, varios homenajes y reconocimientos por parte del SUTM, y con sus éxitos han recorrido toda la República Mexicana, Estados Unidos y Centroamérica, en muchos de los cuales aun siguen teniendo presentaciones con gran éxito.
- Datos: Q9023945